# Sylvie Benzoni
Sylvie Benzoni-Gavage (1967) é uma matemática francesa, conhecida por suas pesquisas sobre equações diferenciais parciais, dinâmica dos fluidos, fluxo de trânsito, ondas de choque e transição de fases. Em 2017 foi nomeada diretora do Institut Henri-Poincaré.

## Formação e carreira
Benzoni estudou na École normale supérieure de lettres et sciences humaines. Obteve um doutorado em 1991 na Universidade Claude Bernard Lyon 1, orientada por Denis Serre, com a tese Analyse numerique des modeles hydrodynamiques d'ecoulements diphasiques instationnaires dans les reseaux de production petroliere.
Foi pesquisadora do Centre national de la recherche scientifique (CNRS) em 1992, e em 2003 tornou-se professora da Universidade Claude Bernard Lyon 1. Depois de cinco anos como diretora assistente do Institut Camille-Jordan em Lyon, tornou-se diretora em 2016.

## Contribuições
Com seu orientador de doutorado Denis Serre, Benzoni é autora de Multi-dimensional Hyperbolic Partial Differential Equations: First-Order Systems and Applications (Oxford University Press, 2007) e editora de Hyperbolic Problems: Theory, Numerics, Applications (Springer, 2008). É autora de um livro-texto em francês sobre cálculo diferencial e equações diferenciais, Calcul différentiel et équations différentielles: Cours et exercices corrigés (Dunod, 2010; 2nd ed., 2014).
Benzoni é também ativa em comunicar a matemática ao público, através de seu trabalho com a European Mathematical Society, e suporta a publicação de pesquisas de acesso livre.